# Sesso e violenza
Sesso e violenza è un album del 1996 dei Diaframma.

## Tracce
1. I pensieri dell'alba – 3:41
2. Vita nomade – 4:00
3. Tachicardico – 4:00
4. Metti in moto la macchina – 3:12
5. Bella – 4:22
6. Valzer – 3:14
7. Teenage perversion – 2:56
8. Chi se ne frega – 3:50
9. Chiara – 3:13
10. Il mio amore ha freddo – 4:14
11. Endorfina – 4:08
12. L'ultima goccia – 1:16

## Formazione
- Federico Fiumani - voce, chitarra ritmica
- Marco Morandi - chitarra solista
- Guido Melis - basso
- Daniele Trambusti - batteria
- Simone Giuliani - tastiere